# کریستیان لیورینگ
کریستیان لیورینگ (دانمارکی: Kristian Levring؛ زادهٔ ۹ مهٔ ۱۹۵۷) کارگردان فیلم، و فیلم‌نامه‌نویس اهل دانمارک است.
وی کارگردان فیلم‌هایی همچون شاه زنده است و رستگاری بوده‌است.